# NGC 4600
NGC 4600 ist eine linsenförmige Zwerggalaxie vom Hubble-Typ S0 im Sternbild Jungfrau nördlich der Ekliptik. Sie ist schätzungsweise 34 Millionen Lichtjahre von der Milchstraße entfernt und hat einen Durchmesser von etwa 15.000 Lj. Die Galaxie wird unter der Katalognummer VCC 1834 als Mitglied des Virgo-Galaxienhaufens gelistet.

Im selben Himmelsareal befinden sich u. a. die Galaxien NGC 4587 und NGC 4636.
Das Objekt wurde am 30. April 1786 von Wilhelm Herschel mit einem 18,7-Zoll-Spiegelteleskop entdeckt, der sie als „F. S. making a triangle with 2Bst.“ (abgekürzt für „faint, small, making a triangle with two bright stars“, zu deutsch „matt, klein, bildet zusammen mit zwei Sternen ((HD 110210 & HD 110222)) ein Dreieck“) beschrieb.